# Brian Malkinson
Brian Malkinson (né en 1985) est un homme politique canadien, il est élu à l'Assemblée législative de l'Alberta lors de l'élection provinciale de 2015. Il représente la circonscription de Calgary-Currie en tant qu'un membre du Nouveau Parti démocratique de l'Alberta. 